# René Doire
Pour les articles homonymes, voir Doire.
René Doire est un chef d'orchestre et compositeur français né le 13 juin 1879 à Évreux et mort le 9 juillet 1959 dans le 16e arrondissement de Paris.

## Biographie
Marie Pierre Jacques René Doire naît le 13 juin 1879 à Évreux,.
Il étudie à Rouen puis à Paris, avec Charles-Marie Widor et Vincent d'Indy, avant de faire carrière comme chef d'orchestre dans les casinos de diverses stations thermales françaises.
Il dirige également les Concerts-Rouge et mène une activité de critique musical et de directeur de revues musicales,.
René Doire est nommé chevalier de la Légion d'honneur en 1929, puis promu officier en 1956.
Il meurt le 9 juillet 1959 à Paris (16e arrondissement, en son domicile du 34 rue de la Faisanderie).

## Œuvres
Comme compositeur, René Doire est notamment l'auteur de :
- Reflets de jeunesse, cycle de mélodies pour voix et piano ou orchestre (1902) ;
- Morituri, opéra en un acte (1903) ;
- Vision d'Espagne pour violon et orchestre (1916) ;
- Sonate pour violon et piano (1918) ;
- Dramatico pour piano et orchestre (1923) ;
- plusieurs mélodies.